# Hanna Ferm
Hanna Alma Beata Ferm (Pixbo, Vestrogotia; 23 de octubre de 2000) es una cantante sueca. La artista es conocida por participar en Idol 2017, donde quedó en segundo lugar.

## Carrera
Ferm participó en 2014 en el programa de talentos de TV4 Talang Sverige en 2014, el cual fue transmitido por TV3. Allí, llegó a la segunda semifinal. Tres años más tarde, participó en Idol 2017, donde llegó a la final en el Globen Arena. En dicho programa, quedó en segundo lugar tras Chris Kläfford.
En febrero de 2018, Hanna Ferm lanzó su primer sencillo musical llamado «Never Mine» después de firmar un contrato discográfico con Universal Music. En julio, lanzó el segundo llamado «Bad Habit».
El 16 de noviembre de 2018, Ferm regresó como artista invitada a Idol 2018 en TV4 para actuar a dúo con Bragi Bergsson.
Posteriormente, Hanna participó en el Melodifestivalen 2019 a dúo con LIAMOO con la canción «Hold You». El 9 de febrero de 2019, en la segunda semifinal de la competición, se clasificaron para la final, donde quedaron en tercer lugar.
Hanna Ferm compitió nuevamente, aunque esta vez como cantante solista, en el Melodifestivalen 2020 con la canción «Brave». Actuó en la cuarta semifinal en el Malmö Arena de Malmö el 22 de febrero de 2020 y fue directamente a la final, celebrada en el Friends Arena de Estocolmo el 7 de marzo de 2020.

## Discografía

### Sencillos
| Título                                                                       | Año  | Posiciones máximas en las listas de éxitos | Álbum                 |
| Título                                                                       | Año  | SWE                                        | Álbum                 |
| ---------------------------------------------------------------------------- | ---- | ------------------------------------------ | --------------------- |
| «Never Mine»                                                                 | 2018 | -                                          | —                     |
| «Bad Habit»                                                                  | 2018 | -                                          | —                     |
| "«You» (con Liamoo)                                                          | 2019 | 2                                          | Melodifestivalen 2019 |
| «Brave»                                                                      | 2020 | 9                                          | Melodifestivalen 2020 |
| "-" denota que no fue lanzado en ese país o que no estuvieron en las listas. |      |                                            |                       |